# Santana de Parnaíba
Santana de Parnaíba este un oraș în São Paulo (SP), Brazilia.